# Michael Buckley
blyat